# Крабат, или Легенды старой мельницы
«Краба́т, или Легенды старой мельницы» — сказочная повесть немецкого писателя Отфрида Пройслера, написанная им в 1971 году и признанная лучшим произведением автора. В основе сказки лежат фольклорные сюжеты лужичан, обработанные Пройслером и изложенные в собственной интерпретации.

## Содержание произведения

### Место описываемых событий
Основные описываемые события развиваются на старой водяной мельнице. В произведении есть указания на её месторасположение: Козельбрух, у Чёрной воды, у деревни Шварцколльм (где происходят отдельные события), на дороге к Ляйпе, у Хойерсвердского леса — указанные населенные пункты не являются вымышленными. Также в произведении упоминаются города Каменц (куда солдаты пытались угнать подмастерьев с мельницы, в качестве рекрутов, и который пролетал Крабат с Мастером в коляске), Виттихенау (где подмастерья продавали быка и вороного коня), а также Дрезден — столица Саксонии.
Расположение мельницы вы можете увидеть на картах по следующей ссылке.

### Время событий
Прямого указания на время (годы) описываемых событий автор не даёт, но по косвенным данным можно вывести датировку с высокой степенью вероятности. В произведении указывается, что в это время «курфюрст Саксонский уже несколько лет вел войну со шведским королём из-за польской короны». Август II правил Саксонией с 1694 по 1733 год, одновременно был королём Польским в 1697—1704 и 1709—1733 годах. «Война со шведским королем» — это Великая Северная война 1700—1721 годов. Начав войну в надежде отвоевать у Швеции прибалтийские территории, Август II потерпел ряд поражений, лишился под шведским давлением польского престола в 1704 году, а в 1706 году, вследствие шведской оккупации Саксонии, подписал унизительный мир и вышел из войны. В 1709 году, после победы Петра Великого над шведами при Полтаве, Саксония вновь вступила в войну, причем уже к концу года Август II вернул себе польский престол. Таким образом, период «войны со шведским королём из-за польской короны» это 1704—1706 и 1709 годы. Кроме того, в повести есть эпизод, когда Мастер посещает Августа II в Дрездене, где все офицеры и придворные жаждут «продолжения войны» («все равно, победа или поражение, лишь бы война»), и беседа с Мастером становится для Августа II последним аргументом к принятию решения о «продолжении войны». Эта ситуация в высшей степени напоминает конец лета — осень 1709 года, когда Август II, получив известия о Полтавской битве, колебался — вступать в войну снова или нет, причём подвергался сильному давлению своих двора и офицеров, горячо жаждавших войны и реванша. Таким образом, если принять, что посещение курфюрста Мастером происходит осенью 1709 года (правда, это не вполне согласуется с повестью, где говорится, что посещение состоялось «зимой»), то события начинаются в Рождество 1707 года, а заканчиваются 31 декабря 1710 года.
События в повествовании разворачиваются в течение трёх последовательных лет, с момента появления Крабата на мельнице и до финальных событий — смерти Мастера и спасения Крабата.

### Действующие лица
- Крабат — главный герой, лужицкий мальчик-сирота, попавший на мельницу в Козельбрухе, которая, как оказалось, является школой чёрной магии;
- Мастер (имя не упоминается) — чернокнижник, владелец мельницы в Козельбрухе;
- Тонда — старший подмастерье, покровительствующий Крабату в первые его месяцы на мельнице, «статный парень с седой шевелюрой»;
- Воршула  — девушка Тонды, умершая из-за провала в испытании;
- Юро — подмастерье, «коренастый коротышка с круглым веснушчатым лицом», преуспевший в тайной науке, но скрывающий это, который помог Крабату противостоять воле Мастера;
- Лышко — подмастерье, «длинный как жердь парень с острым носом и колким взглядом, ябеда и наушник»;
- Певунья (имя не упоминается, в оригинале Крабат даже рад этому) — девушка из деревни Шварцколльм, полюбившая Крабата и согласившаяся вызволить Крабата из рук Мастера;
- Незнакомец с петушиным пером (имя не упоминается, в некоторых комментариях отождествляется со Смертью) — персонаж, приезжавший на мельницу каждое новолуние на помол, олицетворяющий Господина черных сил в повести;
- Пумпхут[нем.] — странствующий волшебник, «самый искусный в Верхних и Нижних Лужицах»;
- Другие подмастерья:
  - Ханцо («прозванный Буйволом за бычий затылок и короткую стрижку», старший подмастерье после смерти Тонды)
  - двоюродные братья Мертен и Михал (погибший на второй год ученичества Крабата, после Тонды)
  - Андруш («весельчак и шутник»), Петар («всё свободное время вырезавший деревянные ложки»)
  - Сташко («ловкий, как обезьянка»)
  - «хмурый» Кито
  - «молчаливый» Кубо
  - новички Витко (попал на мельницу после смерти Тонды) и Лобош (оказался на мельнице после смерти Михала).

### Сюжет
Крабат случайно попадает на мельницу в Козельбрухе. Об этой мельнице в округе говорят, что там нечисто. Шесть её жерновов мелют день за днем ячмень, овес и пшеницу, но местные крестьяне обходят её стороной. Единственный посетитель мельницы — таинственный Незнакомец в чёрном, с петушиным пером, свет которого озаряет мельницу. Мастер называет Незнакомца Господином и боится его. Каждое новолуние он прибывает на мельницу на тяжелой повозке, чтобы молоть нечто (в отличие от фильма Крабат. Ученик колдуна, в повести не указывается что именно), на седьмом, «мертвом» (обычно не используемом) жернове.
Сама мельница оказывается школой чернокнижия, где одноглазый Мастер преподает тайную науку своим двенадцати подмастерьям. О цели, которую преследуют Мастер и Незнакомец, устроив школу, не говорится. Каждую новогоднюю ночь один из двенадцати парней должен погибнуть, чтобы продлить жизнь Мастеру, таков его договор с Незнакомцем. Выбранный на смерть подмастерье должен сам выкопать себе могилу. На место умершего Мастер приводит новичка, которого сам выбирает с помощью магии — обычно бездомных детей или сирот. В процессе сложных взаимоотношений Мастера со своими подопечными раз в год его выбор неизменно падает на одного из них: так были лишены жизни сначала Тонда, после — Михал. Каждый из них сам вырыл себе могилу, их похоронили на пустоши.
В канун каждой Пасхи парни приносят Мастеру клятву на верность, череда одинаковых событий повторяется из года в год. Честолюбивый Мастер вхож к самому курфюрсту Саксонскому и лелеет мечту стать влиятельным министром, маршалом или канцлером при польской короне, жить в богатстве и почете.
Убежать с мельницы в Козельбрухе невозможно, беглец неизменно возвращается к ней, его пути околдованы Мастером.

Существует только один путь положить конец всему. Один-единственный! Если есть девушка, которая тебя любит, и если она попросит Мастера тебя отпустить и сможет выдержать испытание…
Ещё в первый год на мельнице Крабат полюбил девушку Певунью из Шварцкольма. Однако Мастер погубил сначала Воршулу, девушку Тонды, опасаясь губительной для него любви молодых людей, и теперь приходит очередь Крабата и Певуньи. Мастеру достаточно узнать имя девушки, чтобы погубить её силой колдовства.
Крабат со временем преуспевает в тайной науке, и с помощью Юро овладевает умением противостоять воле Мастера.
В последний день третьего года на мельнице, после того, как Крабат отказался стать преемником Мастера в школе и уже вырыл сам себе могилу на пустоши, Певунья является к Мастеру, и просит отдать ей её парня. Она проходит назначенное испытание, с завязанными глазами узнает Крабата среди остальных подмастерьев, чувствуя его страх за неё. Мастер не доживёт до полуночи, мельница вот-вот должна рухнуть в пламени, Крабат и подмастерья спасены: они уходят с мельницы, оковы Мастера разрушены, парни утрачивают способность колдовать.

## Оценка повести
Основная идея повести — противопоставление черной магии некоего «другого волшебства», идущего «из глубины любящего сердца», тайной чёрной силе — силы дружбы, преданности, любви. Кроме того, автор умело и ненавязчиво рисует колоритную картину быта и уклада маленькой сорбской мельницы и деревушки XVII—XVIII веков.

### Пумпхут
Эпизоды с Пумпхутом стоят особняком в череде событий на старой мельнице. Пумпхут сначала упоминается как герой предания, переходящего из уст в уста. Он наказывает злых и жадных мельников на радость простым работникам. Для подневольных подмастерьев, связанных с Мастером не только необходимостью зарабатывать на пропитание и ночлег, но и магической клятвой ученического послушания, Пумпхут есть идеал свободного человека: 

Стать мастером его не тянуло, быть важным господином — чиновником, судьей или придворным — и вовсе не привлекало. А ведь мог бы стать кем угодно! Всё ему было по плечу, но вот — не хотел!..
 Пумпхут предстаёт добрым и справедливым. В сознании бедных парней-подмастерьев, эта справедливость такая: хозяин не должен быть жадным и злым, работники не должны работать чрезмерно, и они должны получать достаточно еды за свой труд.
Позднее Пумпхут оказывается реальной личностью и приходит на старую мельницу, чтобы померяться магическими силами с самим Мастером. Победив в схватке, Пумпхут не уничтожает мельницу и её Мастера, но подвергает последнего унижению на глазах учеников. Тем самым Пумпхут укрепляет в сознании Крабата мысль, что против чёрной магии, источающей зло, существует и другая сила, способная противостоять: преодолевать же козни Мастера необходимо им самим — Крабату и другим обитателям таинственной мельницы.

### Чёрная магия в произведении
Ученики с мельницы не применяют свои колдовские возможности без приказа Мастера или без особой надобности (за исключением безобидных шуток). Они постоянно заняты обычной хозяйственной работой на мельнице — чистят снег, изготавливают новое мельничное колесо, заготавливают торф на зиму.

 — Не пойму я, зачем работать, если всё, что мы делаем своими руками, можно просто наколдовать?!
— Всё так, — ответил Тонда, — только такая жизнь может и опостылеть. Без работы, брат, жизнь не жизнь! Так долго не протянешь!
Кроме того, на чёрную магию есть свои ограничения — иногда подмастерьям приходится трудиться, не прибегая к ней.
Магия Мастера направлена на социальное зло: уничтожение людей ему в угоду, давление на реальную правящую власть для разжигания войны (в то же время его подмастерья недовольны милитаризацией и при помощи колдовства жестоко шутят над заглянувшим на мельницу отрядом вербовщиков). Вместе с тем, автор дает понять, что у обладателей таинственных колдовских сил есть возможность выбора и использования их и для добрых дел. Так, например, Мастер отказывает крестьянам из деревни послать на их озимые снег, поскольку равнодушен к их проблемам, но вместо него это втайне делает подмастерье Юро. Юро и Крабат, овладев тайным искусством, напротив, направляют его на борьбу с Мастером, то есть с самим источником зла, и перспектива утраты ими своих способностей их не страшит.
Уделяя морально-этической составляющей произведения наибольшее внимание, отдельные атрибуты и приёмы чёрной магии автор описывает в пределах целостности повествования, не вдаваясь в их детали и механизм; хотя отдельные подробности точно соответствуют народным поверьям и мифам сербов (и других народов Европы). В числе прочих широко известных сказочных мотивов упомянуты: превращение в животных (с целью жульнической продажи); угадывание заколдованного человека среди точных подобий; мороки (чары, колдовство, искажающее восприятие); применение пуль не из свинца; защитный круг на земле; путешествие вне тела; поединок чародеев; мельница, на которой по ночам черти перемалывают кости мертвецов; наказание жадины колдовством… Несмотря на объёмное фантастическое содержание, произведению придана реалистичность, в том числе благодаря детально описанным быту лужицких крестьян, работам на мельнице, фольклорным вставкам (сказка в сказке) и другим элементам.

## Переводы на русский язык
Известны четыре перевода «Крабата» на русский язык:
- Э. Иванова и А. Исаева. Крабат, или Легенды старой мельницы. 1985. — Сокращённый перевод, адаптированный для дошкольной аудитории (в отдельных изданиях назван пересказом). Некоторые «пугающие» сцены переработаны (смягчены) или исключены.
- Ксения Спынь. Крабат. 2020. — Первый полный перевод на русский язык без лакун и сокращений.
- Елена Хафизова. Крабат. 2021. — Перевод со стихотворным переложением.
- Марина Лепилина. Крабат, или Легенды старой мельницы. 2024.

## Экранизации
- 1977 — «Крабат — ученик колдуна» / Carodejuv ucen (анимационный), режиссёр Карел Земан. В экранизации отсутствует договор Мастера со Смертью, и мотивы убийства Мастером учеников упрощены (тех, кто не сдал экзамен на мастера), но при этом в фильме показана смерть Мастера и сгорание мельницы.
- 2008 — «Крабат. Ученик колдуна» / Krabat, режиссёр Марко Кройцпайнтнер.

## В музыке
- В 2011 году увидела свет песня Майи Котовской (сценический псевдоним Канцлер Ги) «Воршула» (диск «Зимние истории»), посвященная трагической истории Воршулы и Тонды.
- У Вени Д’ркина в песне «Старая мельница» есть явные отсылки к этой книге.
- Немецкая готик-рок группа ASP в 2009 году выпустила альбом «Zaubererbruder — Der Krabat-Liederzyklus», повествующий о событиях книги.
- Йовин и группа Rosa Alba в 2006 году выпустили альбом «Новый день» с песней «Мельница», основанной на данной легенде.
- В 2001 году немецкая группа Stillste Stund выпустила песню Muehle Mahlt, основанную на первой части легенды о Крабате.
- Канцлер ГИ совместно с Bregan D'Ert выпустили Альбом "Лирика" в 2020 году, в котором есть песня "История Воршулы" созданная в стиле фольк-рок, в которой пересказывается история девушки Тонды - Воршулы, от лица самого Тонды.
- Тим Скоренко в 2025 г. выпустил альбом "Обратно" с песней "Мальчишка Крабат", основанной на сюжете повести.